# Paguristes
Genre
Synonymes
- Pagurites Lörenthey & Beurlen, 1929[2]

Paguristes est un genre de crustacés décapodes de la famille des Diogenidae (« Bernard-l'hermite »).

## Liste des espèces
Selon World Register of Marine Species (27 décembre 2018) :
- Paguristes acanthomerus Ortmann, 1892
- Paguristes aciculus Grant, 1905
- Paguristes agulhasensis Forest, 1954
- Paguristes albimaculatus Komai, 2001
- Paguristes alcocki McLaughlin & Rahayu, 2005
- Paguristes alegrias Morgan, 1987
- Paguristes anahuacus Glassell, 1938
- Paguristes angustithecus McLaughlin & Provenzano, 1974
- Paguristes anomalus Bouvier, 1918
- Paguristes antennarius Rahayu, 2006
- Paguristes arostratus Rahayu, 2006
- Paguristes aulacis Rahayu & Forest, 2009
- Paguristes aztatlanensis Glassell, 1937
- Paguristes bakeri Holmes, 1900
- Paguristes balanophilus Alcock, 1905
- Paguristes barbatus (Heller, 1862)
- Paguristes barnardi Forest, 1954
- Paguristes brachyrostris Rahayu, 2006
- Paguristes brevicornis (Guérin, 1830)
- Paguristes brevirostris Baker, 1905
- Paguristes cadenati Forest, 1954
- Paguristes calvus Alcock, 1905
- Paguristes candelae Matos-Pita & Ramil, 2015
- Paguristes chipolensis Rathbun, 1935 †
- Paguristes ciliatus Heller, 1862
- Paguristes crinitimanus McLaughlin, 2008
- Paguristes cserhatensis Muller, 1984 †
- Paguristes dampierensis McLaughlin, 2008
- Paguristes depressus Stimpson, 1859
- Paguristes digitalis Stimpson, 1858
- Paguristes digueti Bouvier, 1893
- Paguristes doederleini Komai, 2001
- Paguristes eremita (Linnaeus, 1767)
- Paguristes erythrops Holthuis, 1959
- Paguristes fagei Forest, 1952
- Paguristes fecundus Faxon, 1893
- Paguristes florae Collins, Fraaye & Jagt, 1995 †
- Paguristes foresti Scelzo, 1971
- Paguristes frontalis (H. Milne Edwards, 1836)
- Paguristes gamianus (H. Milne Edwards, 1836)
- Paguristes geminatus McLaughlin, 2008
- Paguristes gonagrus (H. Milne Edwards, 1836)
- Paguristes grayi Benedict, 1901
- Paguristes haigae Ayón Parente & Hendrickx, 2007
- Paguristes hernancortezi McLaughlin & Provenzano, 1974
- Paguristes hokensis Schweitzer & Feldmann, 2001 †
- Paguristes holguinensis Manjón-Cabeza, García Raso & Martínez Iglesias, 2002
- Paguristes hungaricus (Lorenthey & Beurlen, 1929) †
- Paguristes incomitatus Alcock, 1905
- Paguristes inconstans McLaughlin & Provenzano, 1975
- Paguristes insularis Forest, 1966
- Paguristes jalur Morgan, 1992
- Paguristes johnsoni Rathbun, 1935 †
- Paguristes jousseaumei Bouvier, 1892
- Paguristes kimberleyensis Morgan & Forest, 1991
- Paguristes lapillatus McLaughlin & Provenzano, 1975
- Paguristes laticlavus McLaughlin & Provenzano, 1975
- Paguristes lauriei McLaughlin & Hogarth, 1998
- Paguristes lewinsohni McLaughlin & Rahayu, 2005
- Paguristes limonensis McLaughlin & Provenzano, 1975
- Paguristes longirostris Dana, 1851
- Paguristes longisetosus Morgan, 1987
- Paguristes luculentus Komai, Reshmi & Kumar, 2015
- Paguristes lymani A. Milne-Edwards & Bouvier, 1893
- Paguristes maclaughlinae Martinez-Iglesias & Gómez, 1989
- Paguristes macrops Rahayu & Forest, 2009
- Paguristes macrotrichus Forest, 1954
- Paguristes markhami Sandberg, 1996
- Paguristes meloi Nucci & Hebling, 2004
- Paguristes mexicanus Vega, Cosma. Coutino, Feldmann, Nyborg, Schweitzer & Waugh, 2001 †
- Paguristes microphthalmus Forest, 1952
- Paguristes microps Rahayu & Forest, 2009
- Paguristes miyakei Forest & McLaughlin, 1998
- Paguristes moorei Benedict, 1901
- Paguristes mundus Alcock, 1905
- Paguristes ocellus Komai, 2010
- Paguristes oculiviolaceus Glassell, 1937
- Paguristes oligotuberculatus Muller & Collins, 1991 †
- Paguristes ortmanni Miyake, 1978
- Paguristes ouachitensis Rathbun, 1935 †
- Paguristes oxyacanthus Forest, 1952
- Paguristes palythophilus Ortmann, 1892
- Paguristes paraguanensis McLaughlin & Provenzano, 1975
- Paguristes parvus Holmes, 1900
- Paguristes pauciparus Forest & de Saint Laurent, 1968
- Paguristes perplexus McLaughlin & Provenzano, 1974
- Paguristes perrieri Bouvier, 1895
- Paguristes petalodactylus Rahayu, 2007
- Paguristes planatus A. Milne-Edwards & Bouvier, 1893
- Paguristes pugil McCulloch, 1913
- Paguristes puncticeps Benedict, 1901
- Paguristes puniceus Henderson, 1896
- Paguristes purpureantennatus Morgan, 1987
- Paguristes pusillus Henderson, 1896
- Paguristes robustus Forest & de Saint Laurent, 1968
- Paguristes rostralis Forest & de Saint Laurent, 1968
- Paguristes rubropictus A. Milne-Edwards & Bouvier, 1892
- Paguristes runyanae Haig & Ball, 1988
- Paguristes sanguinimanus Glassell, 1938
- Paguristes sayi A. Milne-Edwards & Bouvier, 1893
- Paguristes scarabinoi Lima & Santana, 2017
- Paguristes seminudus Stimpson, 1858
- Paguristes sericeus A. Milne-Edwards, 1880
- Paguristes simplex Rahayu & McLaughlin, 2006
- Paguristes sinensis Tung & Wang, 1966
- Paguristes skoogi Odhner, 1923
- Paguristes spectabilis McLaughlin & Provenzano, 1975
- Paguristes spinipes A. Milne-Edwards, 1880
- Paguristes squamosus McCulloch, 1913
- Paguristes starcki Provenzano, 1965
- Paguristes streaensis Pastore, 1984
- Paguristes subequalis Rathbun, 1926 †
- Paguristes subpilosus Henderson, 1888
- Paguristes substriatiformis Lorenthey & Beurlen, 1929 †
- Paguristes sulcatus Baker, 1905
- Paguristes syrtensis de Saint Laurent, 1971
- Paguristes tomentosus (H. Milne Edwards, 1848)
- Paguristes tortugae Schmitt, 1933
- Paguristes tosaensis Komai, 2010
- Paguristes triangulatus A. Milne-Edwards & Bouvier, 1893
- Paguristes triangulopsis Forest & de Saint Laurent, 1968
- Paguristes triton McLaughlin, 2008
- Paguristes turgidus (Stimpson, 1857)
- Paguristes ulreyi Schmitt, 1921
- Paguristes versus Komai, 2001
- Paguristes wassi Provenzano, 1961
- Paguristes werdingi Campos & Sanchez, 1995
- Paguristes wheeleri Blow & Manning, 1996 †
- Paguristes whitteni Bishop, 1983 †
- Paguristes zebra Campos & Sanchez, 1995
- Paguristes zhejiangensis Wang & Tung, 1982

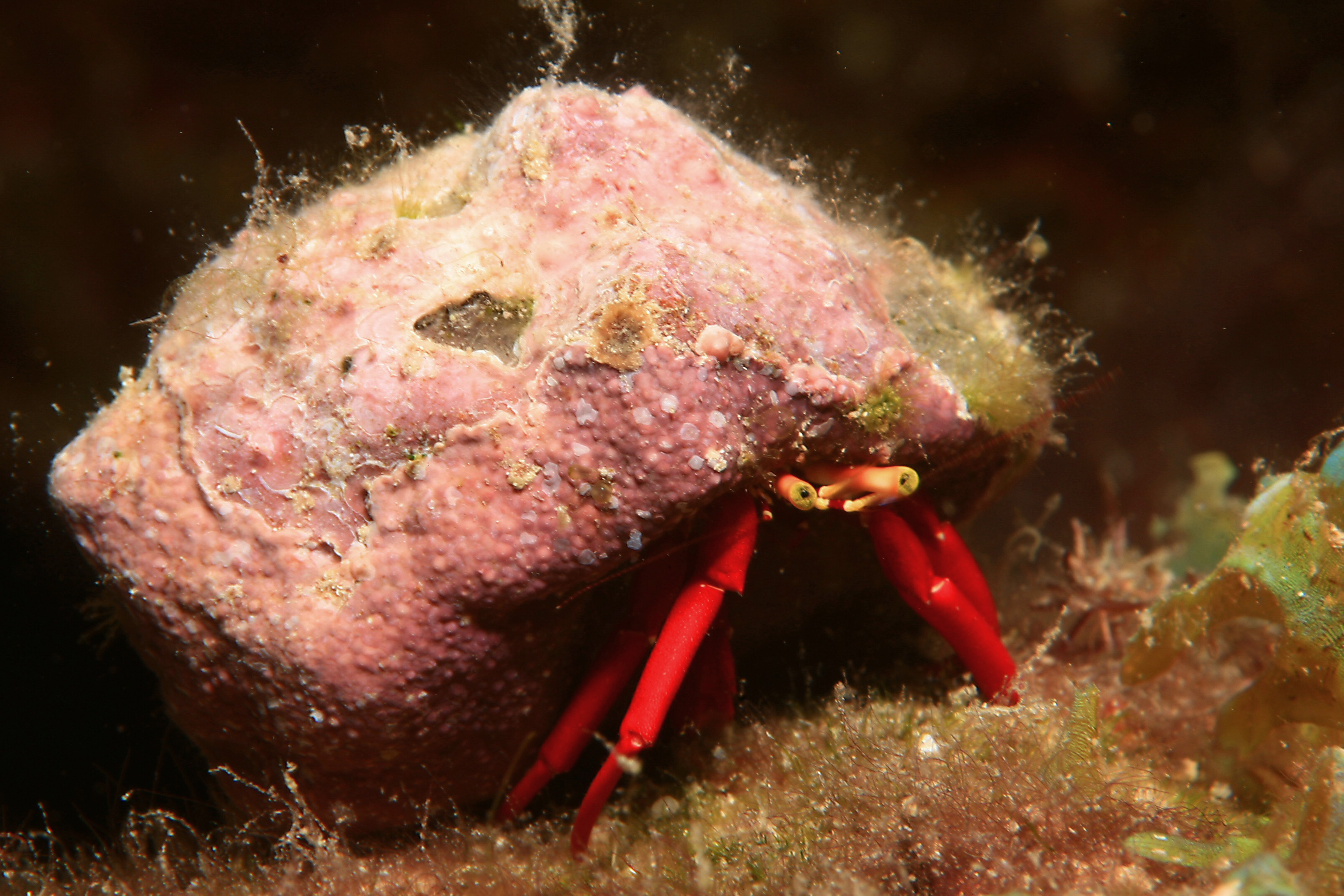
Paguristes cadenati
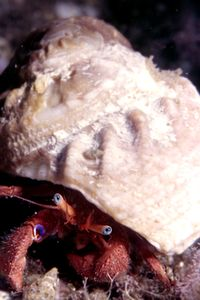
Paguristes eremita
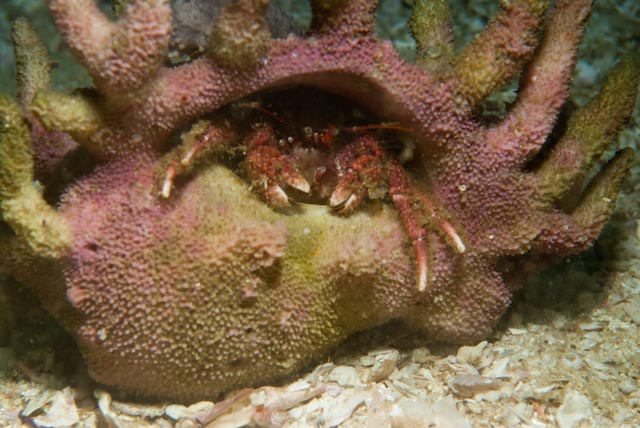
Paguristes gamianus
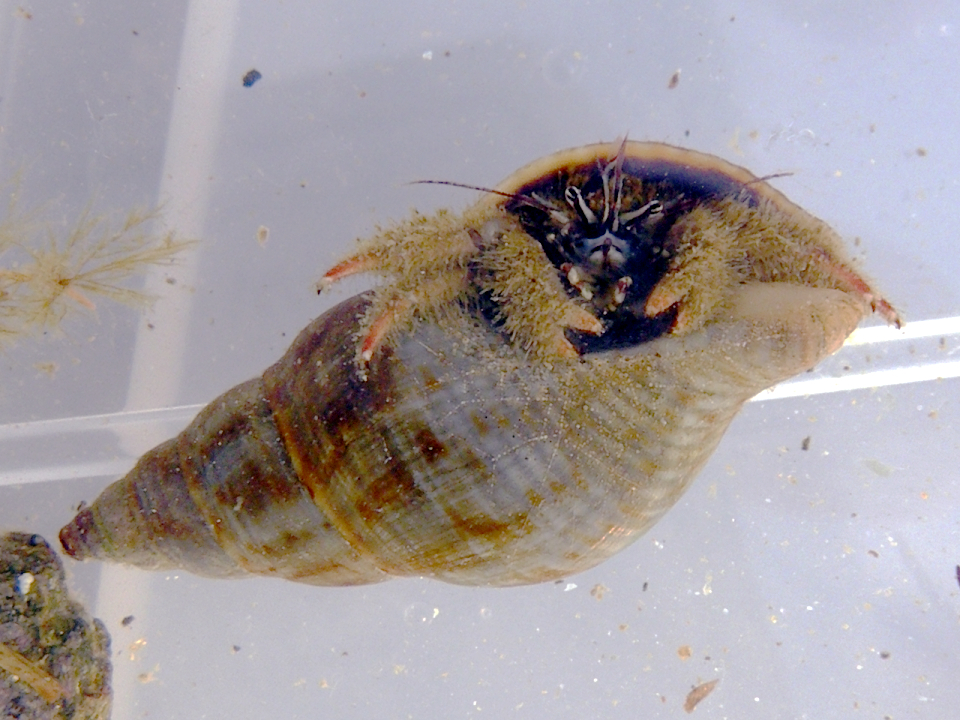
Paguristes ortmanni
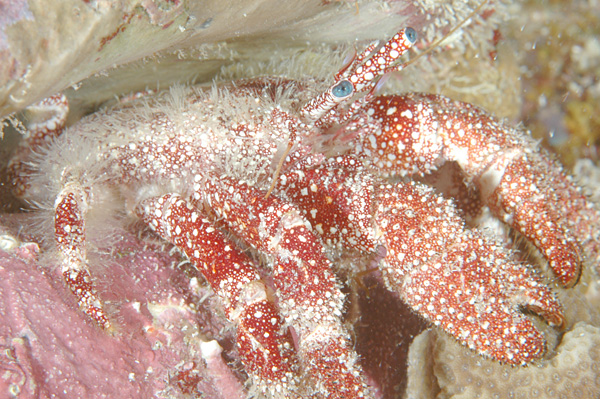
Paguristes puncticeps